# In situ (arte)

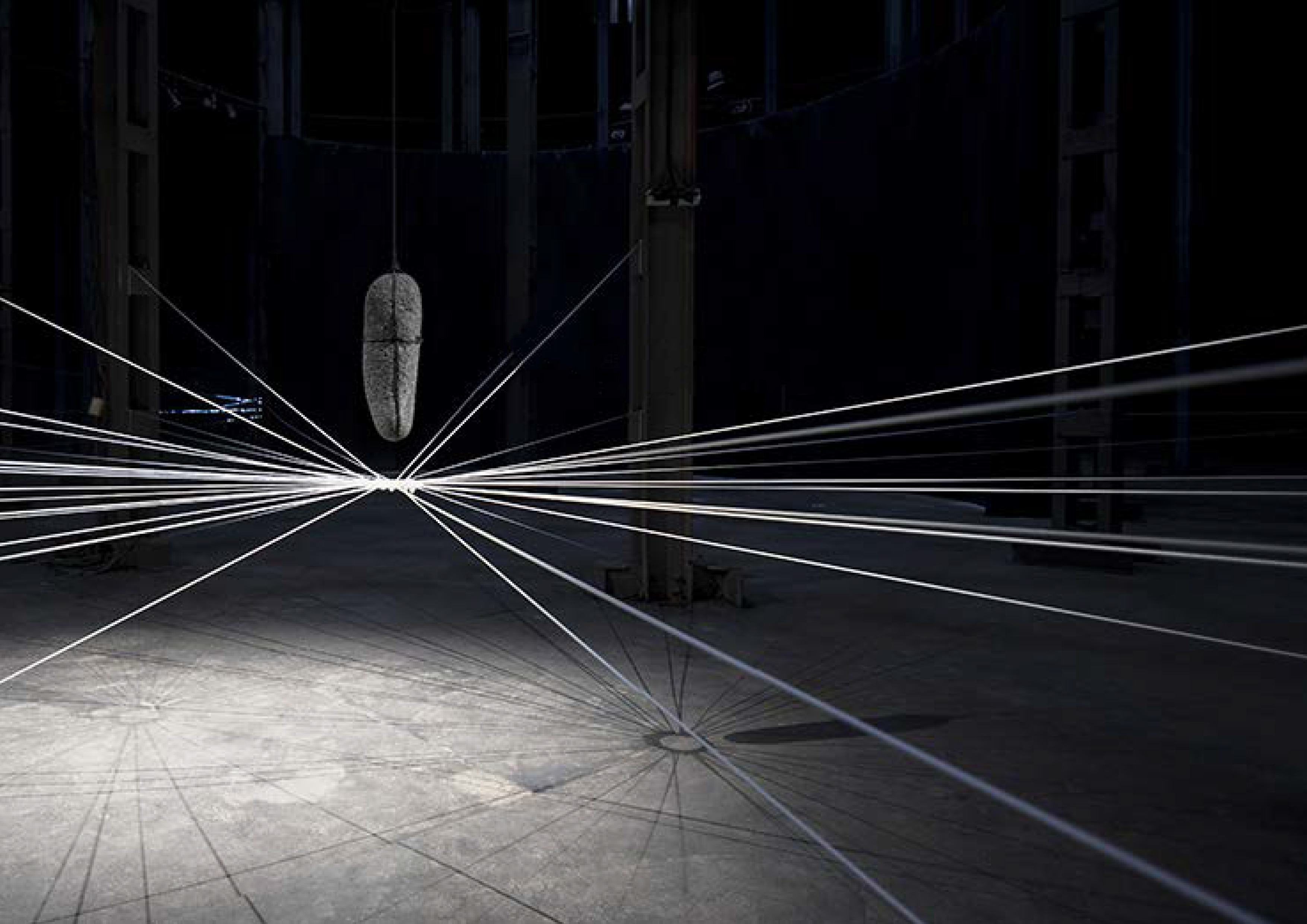
Irradiation de la energia Milton Becerra - Santa Cruz de Tenerife. 2016 Canarias.

En el arte contemporáneo, in situ (también conocido por el anglicismo site-specific art) se refiere a un método artístico específicamente diseñado para una locación. Es decir, de ser transportado, perdería su significado, ya que tiene en cuenta dónde está instalado.
Debido principalmente a las nuevas formas de entender el espacio y las artes, en un contexto del período moderno, emerge el concepto de “artes de campo expandido” dando lugar a piezas dinámicas que buscan dialogar no sólo entre ellas sino con la ciudad.
Este término también es considerado, por Jane Randell, como una "práctica espacial crítica" aquellas prácticas que buscan cuestionar y transformar. Randell considera que el arte no es la única forma de manifestarlo, puede ser a través de  la arquitectura, la literatura y otras disciplinas siempre y cuando haya cierta crítica que surge de poner lo teórico en práctica.
Otro manifiesto de arte in situ es Land Art. También en cuenta el entorno en el que se ejerce pero resaltando el paisaje  y la naturaleza.

## Artistas que trabajaronin situ
Michael Asher, Milton Becerra, Daniel Buren, Patrice Hamel, John Cornu, Georges Rousse, Ernest Pignon-Ernest, Niele Toroni, Gian Carlo Riccardi, Felice Varini, Eizo Sakata, Andy Goldsworthy, Jakelyn St Jak, Yayoi Kusama, Tadashi Kawamata, christo, Christian Boltanski, Jean-Max Albert, Raúl Zurita.